# Comuna Ozera, Brusîliv
Ozera (în ucraineană Озерська сільська рада) este o comună în raionul Brusîliv, regiunea Jîtomîr, Ucraina, formată din satele Bîkiv, Mareanivka, Ozera (reședința) și Zapadnea.

## Demografie
Componența lingvistică a satului Ozera
     Ucraineană (99,04%)
     Alte limbi (0,96%)
Conform recensământului din 2001, majoritatea populației satului Ozera era vorbitoare de ucraineană (99,04%), existând în minoritate și vorbitori de alte limbi.